# Worek grzyba

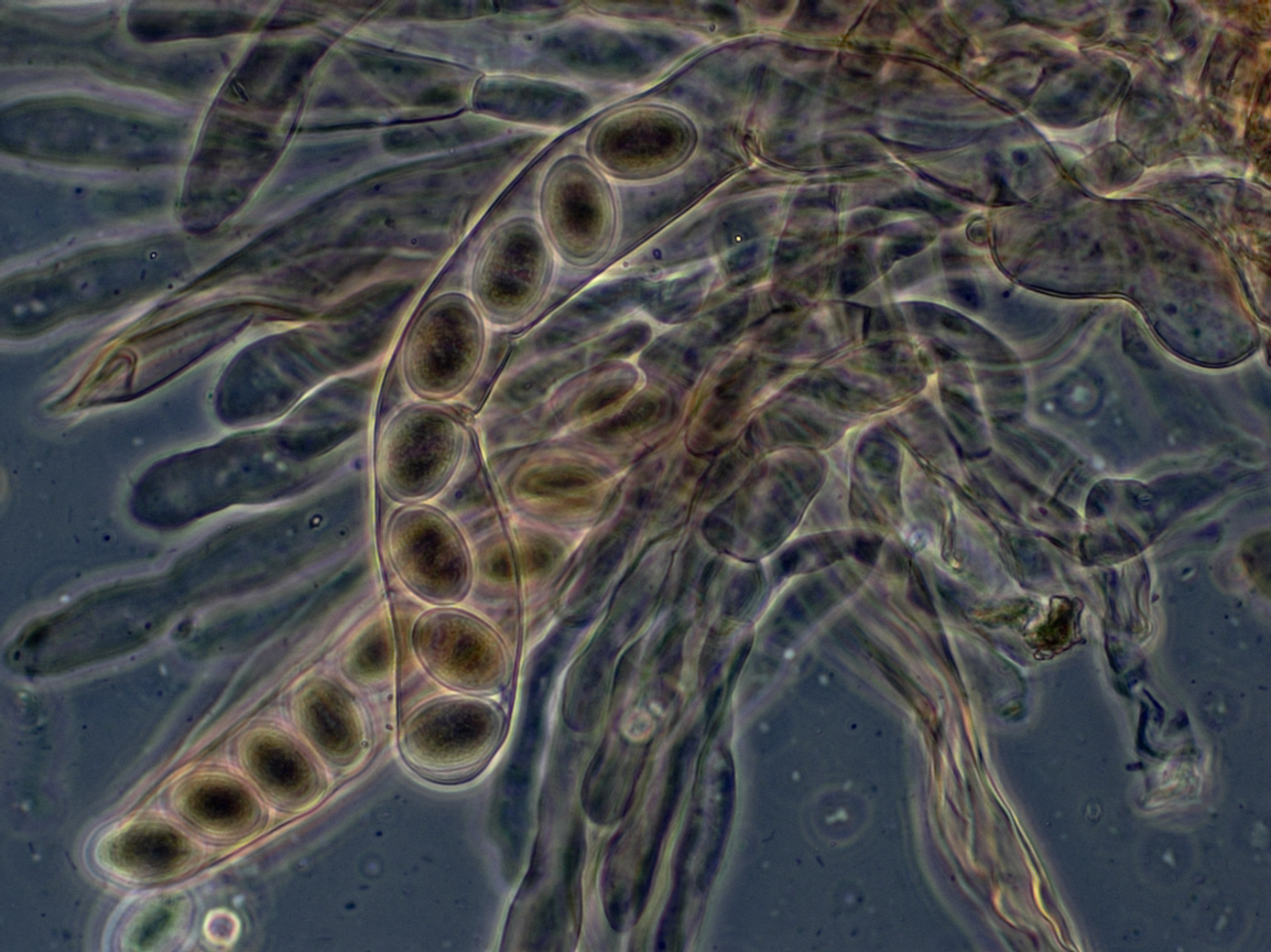
8-zarodnikowe worki u smardza wyniosłego

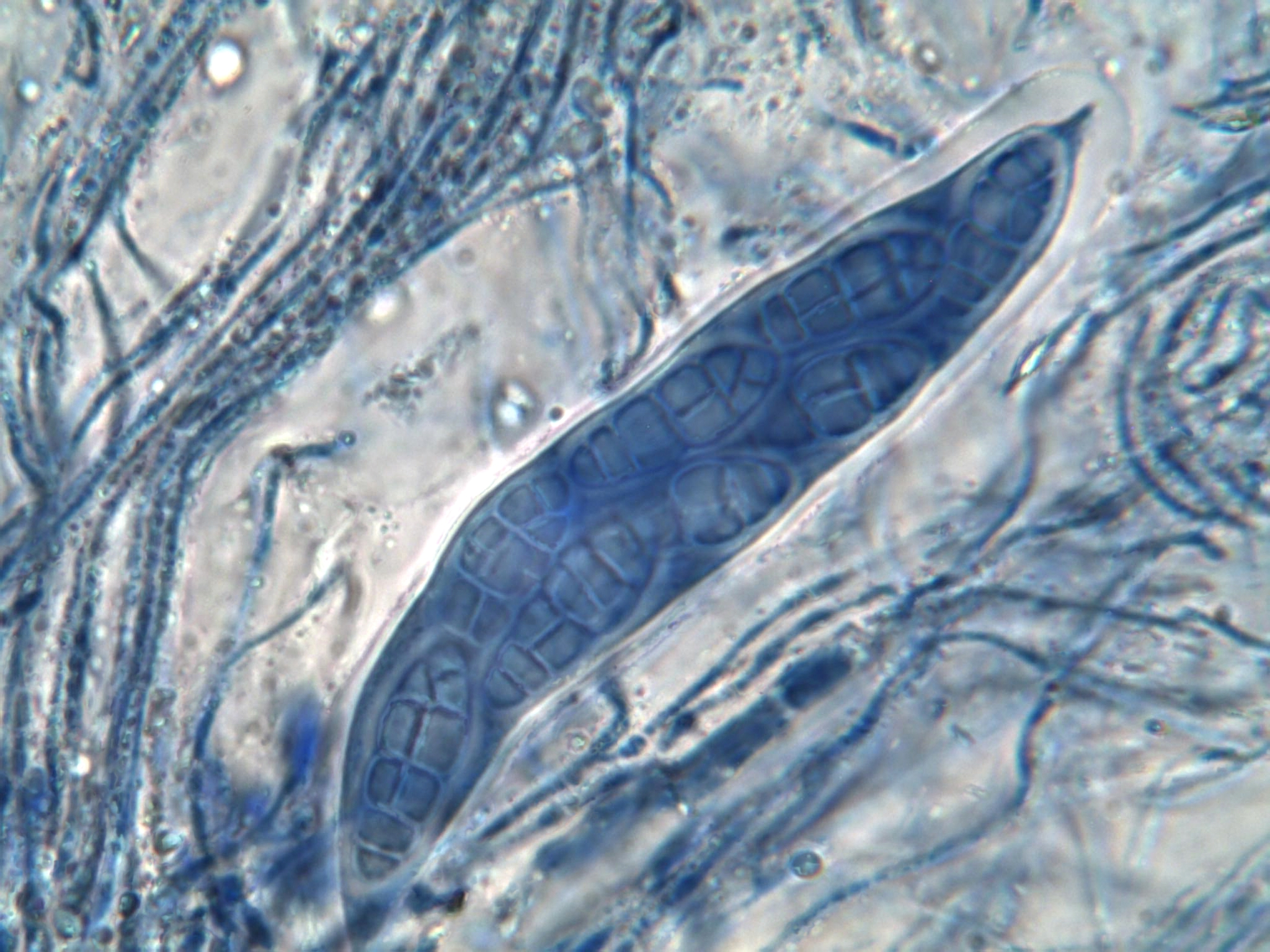
Worek Hysterobrevium smilacis

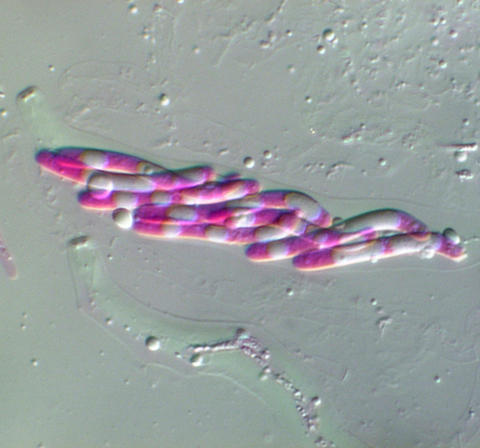
Worek Cercophora caudata z 8 wybarwionymi zarodnikami

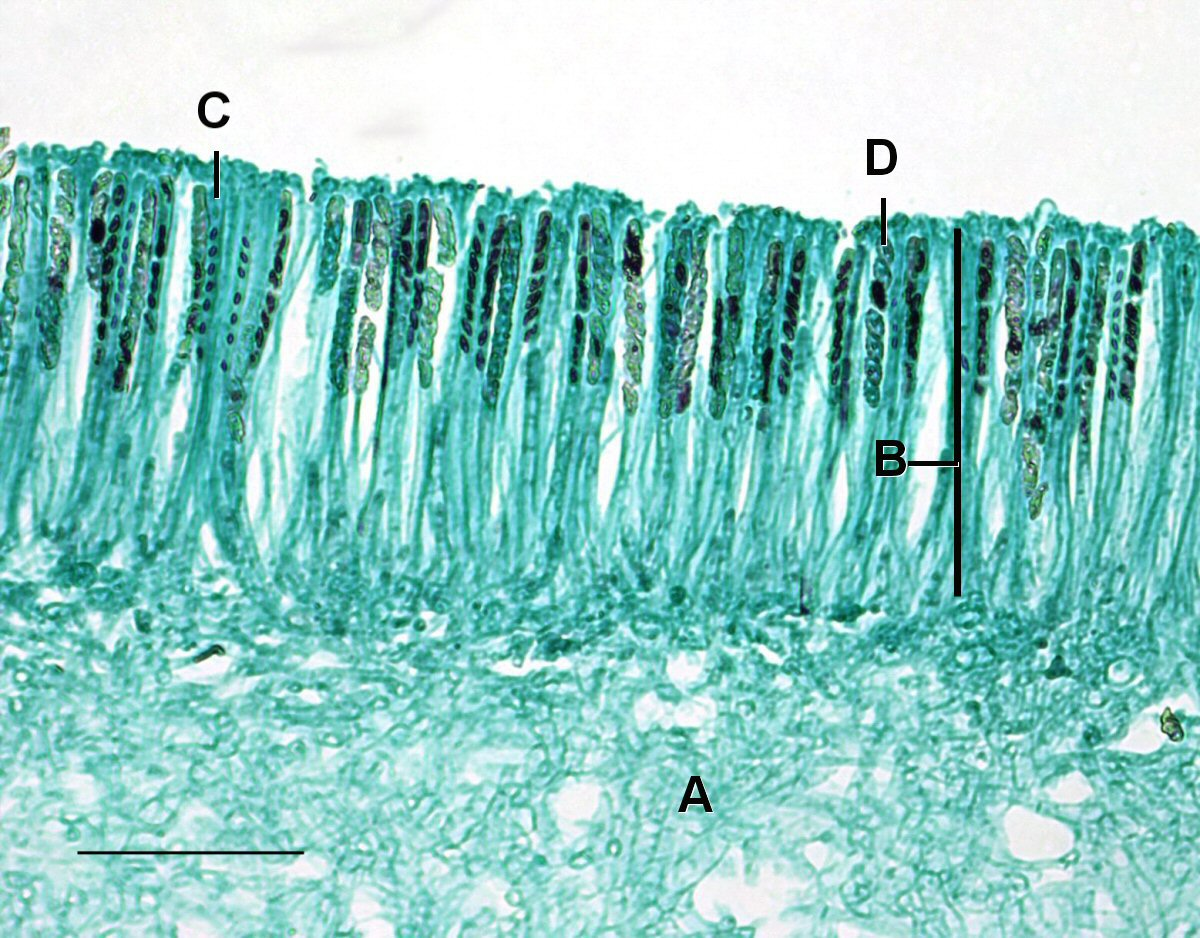
Warstwa worków u Peziza sp. A – subhymenium, B – hymenium, C – worek z niedojrzałymi zarodnikami, E_ worek z dojrzałymi zarodnikami

Worek (łac. ascus) – specjalna komórka o charakterze zarodni, w której w wyniku rozmnażania płciowego zwanego askogamią powstają haploidalne zarodniki – askospory. Worki wytwarzane są przez grzyby z gromady workowców (Ascomycota).

## Liczba i ułożenie zarodników w worku
Liczba zarodników w worku jest stała; najczęściej jest to 8 zarodników, rzadziej 2, 4 lub 6, zdarzają się jednak również inne liczby zarodników, np. u wielosporka brunatnego w jednym worku powstaje ponad 100 zarodników, u niektórych gatunków Orbiliomycetes ich liczba dochodzi do 128, u Trichobolus zukalii do 7 tysięcy. Askospory mogą być w worku ułożone w jednym rzędzie, w dwóch rzędach, lub jeszcze inaczej. W przypadku zarodników heteropolarnych (różniących się budową końców) są one często w worku w stosunku do siebie odwrotnie zorientowane.
U niektórych grzybów o prostej budowie, jak np. u szpetczaków (Taphriniomycota), worki ustawione są gęsto obok siebie, nie tworząc żadnej struktury. U większości gatunków grzybów jednak worki tworzą bardziej złożone struktury zwane owocnikami (askokarpami). W owocnikach tych oprócz worków znajdują się różne inne strzępki określane nazwą hamatecjum.

## Budowa worków
Kształt i budowa worków
Worki najczęściej mają kształt cylindryczny, ale u różnych grup grzybów mają też inne kształty: kulisty, jajowaty, odwrotnie jajowaty, gruszkowaty, maczugowaty. Kuliste lub niemal kuliste worki przeważnie występują w owocnikach typu klejstotecjum i są w nich ułożone bezładnie. Worki o wydłużonym kształcie występują w owocnikach typu apotecjum, perytecjum, pseudotecjum i zazwyczaj są w nich ułożone regularnie. Z podstawy owocnika worki wyrastają w postaci pęczka, lub palisadowo. U licznych gatunków grzybów pomiędzy workami znajdują się płonne strzępki zwane wstawkami lub parafizami. Worki mogą być siedzące, lub osadzone na trzonku o różnej u różnych gatunków długości.
Budowa ścian worków
W zależności od budowy ściany worka wyróżniono 3 typy worków
- worki prototunikowe (pierwościenne) – mają jednowarstwową ścianę zanikającą podczas dojrzewania worka
- worki unitunikowe (jednościenne) – mają podwójną ścianę (egzotunikę i endotunikę), ale jednolitą, nie rozwarstwiającą się podczas dojrzewania zarodników. Na szczycie posiadają aparat apikalny biorący udział w uwalnianiu zarodników
- worki bitunikowe (dwuścienne) – mają podwójną ścianę, która podczas dojrzewania zarodników rozwarstwia się. Wewnętrzna ściana jest gruba i elastyczna, a zewnętrzna cienka i sztywna. W dojrzałym worku ściana zewnętrzna pęka, a wewnętrzna gwałtownie się rozpręża wyrzucając zarodniki jak z procy (tak wyrzucane zarodniki to balistospory)[6].

## Uwalnianie zarodników
Dojrzałe zarodniki wydostają się z worków na różne sposoby:
- przez otwór na szczycie worka
- u niektórych ściana komórkowa na szczycie dojrzałych worków pęka tworząc ujście dla zarodników
- u niektórych worki są nietrwałe i po dojrzeniu zarodników ich ściany ulegają rozpuszczeniu (proces ten nazywa się lizą)
- u niektórych worki posiadają na szczycie otwierające się wieczko (operculum)
- u niektórych na szczycie worków znajduje się specjalny aparat apikalny uwalniający zarodniki[1]

Worki występują również u grzybów jednokomórkowych (np. u drożdży), w tym przypadku workiem jest błona komórki macierzystej. Worki większości Pezizomycotina rozwijają się po utworzeniu pastorałek u ich podstawy. Gatunki Taphrinomycotina i Saccharomycotina nie tworzą pastorałek.